# Pour Some Sugar on Me
Pour Some Sugar on Me is een nummer van de Britse hardrockband Def Leppard uit 1987. Het is de derde single van hun vierde studioalbum Hysteria.
De bandleden van Def Leppard hebben zich voor het nummer laten inspireren door de rapmuziek uit die tijd, onder andere door White Lines (Don't Do It) van Grandmaster Flash & Melle Mel, en Walk This Way van Run-D.M.C. en Aerosmith. "Pour Some Sugar on Me" is een van de bekendste nummers van Def Leppard en werd vooral een grote hit op de Britse eilanden, in Noord-Amerika en Oceanië. In Nederland haalde het nummer slechts de 94e positie in de Single Top 100 en in Vlaanderen haalde het helemaal geen hitlijsten, desondanks werd het nummer toch een radiohit in het Nederlandse taalgebied.